# 张毅君 (外交官)
张毅君（1930年代—2010年1月2日），中华人民共和国政治人物、外交官。
1992年，接替温业湛，担任中华人民共和国驻加拿大大使。1997年，由查培新接任。
2010年1月2日，张毅君在北京病逝，享年75岁。